# Golf Club Teutoburger Wald
Der Golf Club Teutoburger Wald ist ein Golfverein aus Halle im Kreis Gütersloh. Die Männermannschaft spielte von 2014 bis 2017 in der 2. Bundesliga.

## Geschichte
Der Verein wurde am 28. Mai 1990 gegründet. Namensgeber des Vereins ist der durch Halle verlaufende Teutoburger Wald. Zwei Jahre später wurde am 6. Juni der Golfplatz mit neun Löchern eröffnet. Der Platz liegt im Ortsteil Eggeberg am Hang der Großen Egge. Im Jahre 1998 wurde die Bahn auf 18 Löcher erweitert und eine Driving Range eröffnet. 2002 eröffnete der Verein sein neues Clubhaus. Fünf Jahre später folgte eine weitere Erweiterung der Anlage auf 27 Löcher. Seitdem verfügt der Verein über einen Kurs rot mit 18 und einen Kurs grün mit neun Löchern. Am 26. Mai 2009 wurde der Golf Club Teutoburger Wald vom Bundesverband der Golfanlagen als 5-Sterne-Golfanlage ausgezeichnet.
Der Golf Club Teutoburger Wald war im Jahre 2010 Ausrichter der Schüco Open. Bei der vom Bielefelder Unternehmen Schüco gesponserten Veranstaltung nahmen Weltklassespieler wie Bernhard Langer, Martin Kaymer oder Colin Montgomerie teil. Montgomerie gewann vor 7000 Zuschauern das Turnier. Die Männermannschaft schaffte im Jahre 2014 den Aufstieg in die 2. Bundesliga. Drei Jahre später musste die Mannschaft wieder absteigen.

## Persönlichkeiten
Erfolgreichster Spieler des Vereins ist Timo Vahlenkamp, der im Jahre 2016 deutscher Meister in der Altersklasse 18 wurde. Der ehemalige Fußballprofi Nils Quaschner absolviert eine Ausbildung zum Golflehrer beim GC Teutoburger Wald.